# Bittacus contumax
Bittacus contumax är en näbbsländeart som beskrevs av Bo Tjeder 1956. Bittacus contumax ingår i släktet Bittacus och familjen styltsländor. Inga underarter finns listade i Catalogue of Life.